# Перський похід Петра І
Перський похід Петра І — воєнна інтервенція першого російського імператора Петра І до Ірану, що призвела до захоплення значних територій на півночі Перської держави.
Похід здійснювався російськими піхотою та флотом.
Велику частину союзного війська становили українські козаки на чолі з Данилом Апостолом.

## Причини
Причинами походу називалися необхідність розширення торговельного простору та посилення міжнародного авторитету Російської імперії.

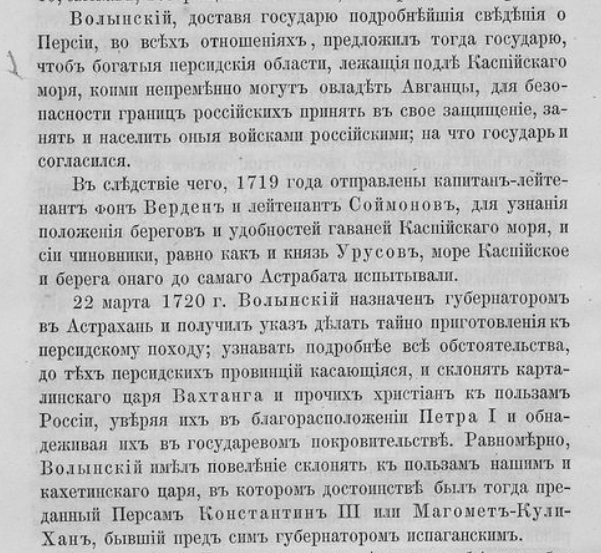
Причини й передумови російсько-перської війни (Бутков П. Г. Материалы для новой истории Кавказа, с 1722 по 1803 год. — СПб., 1869, С. 7)

## Хід подій
27 липня 1722 року російська флотилія прибула до гирла Сулаку. Петро І став першим, кого було доправлено на берег за допомогою чотирьох човнярів.
Там йому доповіли, що в Ендереї частина російської імператорської кавалерії була знищена кумиками й чеченцями (ця подія стала першим випадком конфлікту між цими сторонами). Петро І у відповідь відправив каральну експедицію за участю калмицьких військ.
Після цього загін командування рушив на південь та влаштував табір на тому місці, на якому тепер розташована Махачкала (перша назва: Петровськ).
12 серпня Петро І здійснив в'їзд до Таркі, столиці Тарковського шамхальства, правитель якого прийняв російського імператора як друга.
Наступного дня Петро І вирушив на південь до Дербента, де відправив до намісника Махмуда послів, які вимагали від нього здатися. Махмуд наказав убити послів, після чого в Утейміші зібрав близько 16 тисяч боєздатних воїнів (кумиків). Перси відчайдушно боролися, проте були знищені піхотою противника. Утейміш спалили, придворних вирізали на знак помсти за вбивство послів.
Дізнавшись про це 23 серпня, дербентський наїб Імам-Кулі-бек запропонував Петру І ключі від свого міста. Таким чином, Дербент, що вважався північними воротами Ірану, було захоплено без бою. Перебуваючи там, російський імператор довідався, що його флотилія змушена затриматися через шторм, тому до кінця сезону він перебував у Дербенті, пізніше відправився назад до річки Терек, узяв кораблі з Астрахані і 13 грудня здійснив тріумфальний в'їзд до Москви.
Правитель грузинського царства Картлія Вахтанг VI, що був васалом Ірану й колись перебував у перському полоні протягом семи років, уклав з Росією союзну угоду. У вересні 1722 року він пішов на Гянджу. Не зустрівшись із союзною російською армією, у листопаді він повернувся до Тбілісі. Ця провокація призвела до катастрофічного для його країни іранського вторгнення.
Перш ніж покинути Астрахань, 6 листопада Петро І відправив полковника Шипова на чолі двох батальйонів, щоб той узяв під контроль іранське місто Рашт, що розташоване в південно-західному куточку Каспію. Місцеві жителі спочатку хотіли допомогти, проте швидко передумали. 15 000 людей зібрали у військо, яке в лютому 1723 року під контролем шаха Тахмаспа II атакувало росіян, однак до кінця березня було ними розбите. Російська імперія взяла під контроль міста Каспійського моря.
Того ж року генерал Матюшкін узяв місто Баку (25 липня) та розташований на заході від нього Ширван, потім — ще три іранські провінції на південному узбережжі Каспію. 12 вересня росіяни та іранці уклали угоду, за якою останні, в обмін на визнання змін кордонів, повернули шаху Тахмаспу ІІ трон.
Через хвороби росіяни втратили досить багато вояків.

## Роль козаків
Хоча козацьке військо становило значну частину союзних сил (22 000 чол.), про їх участь як окремої сили практично нічого невідомо.

## Укладення миру
Офіційне укладення миру відбулося в 1723 р. та дістало назву Санкт-Петербурзького договору.
Закавказзя було розмежоване між Російською та Османською імперіями.
Пізніше Надір-шах відновив владу в Ірані. У 1732 році через Рештську угоду територія Російської імперії відійшла до нинішнього північного кордону Ірану. У 1735 році, згідно з Гянджським договором, Росія відійшла до своїх колишніх кордонів вздовж річки Терек.